# Kruis voor Militaire Heldhaftigheid
Het Kruis voor Militaire Heldhaftigheid (Frans: Croix de la valeur militaire) is een Franse militaire onderscheiding. Dit kruis wordt toegekend voor dapperheid, en wel daar waar het niet mogelijk is om het voor oorlogen gereserveerde Croix de Guerre toe te kennen. De behoefte aan dit kruis deed zich voelen toen Frankrijk verwikkeld raakte in een burgeroorlog in Algerije. Formeel was dit een Frans departement en de troepen die daar vochten tegen opstandelingen vochten tegen binnenlandse vijanden. Zo kon het Croix de Guerre niet worden gebruikt in wat toch tot een complete oorlog, de zogenaamde Algerijnse Oorlog, uitgroeide. 
Het Kruis voor Militaire Heldhaftigheid werd op 11 april 1956 ingesteld en het wordt sindsdien meestal toegekend voor moed tijdens vredesoperaties. Het kruis kan worden verleend aan soldaten, zeelui en piloten. Een decreet van 12 oktober 1956 stelde het kruis gelijk aan het Croix de Guerre. 
Een besluit van 30 april 1956 bepaalde dat het kruis kan worden toegekend voor moed tijdens operaties in Tunesië, later gold dat ook voor Marokko en sinds 31 oktober 1954 voor Algerije. Een nieuw besluit van 13 februari 1957 voegde de militaire operaties in Mauritanië sinds 10 januari 1957 aan deze lijst toe. Een besluit van 13 november 1968 opende de mogelijkheid van toekenning van het Kruis voor Militaire Heldhaftigheid voor dienst in Tsjaad. Sindsdien werden steeds weer nieuwe besluiten genomen. het kruis kon sindsdien ook worden uitgereikt voor moed in de volgende gebieden en landen: 
- Afghanistan (november, 2001 tot 2012)
- op de Antillen (van 16 april 2005 tot 15 juni 2005).
- de Kaapverdische Eilanden (op 13 en 14 juni 2002)
- Centraal Afrikaanse Republiek (van 18 november 2006 tot 7 december 2006 en op 2 maart 2007)
- Tsjaad (1968 en op 28 januari 2008)
- Congo (in 1960, 1978 en 2003)
- Djibouti
- Haïti (van februari 19, 2004 tot juni 30, 2004)
- Ivoorkust (van september 19, 2002 tot april 4, 2004)
- Libanon (van januari 9, 2005 tot juli 16, 2006)
- Liberia (in juni 2003)
- Rwanda
- Joegoslavië

Het kruis werd aan een Frans oorlogsschip toegekend voor haar optreden tegen de Somalische piraten in de Indische Oceaan.
Op 2 december 2005 werd de kring van mogelijke dragers uitgebreid met de in het buitenland gestationeerde civiele werknemers van het Ministerie van Defensie

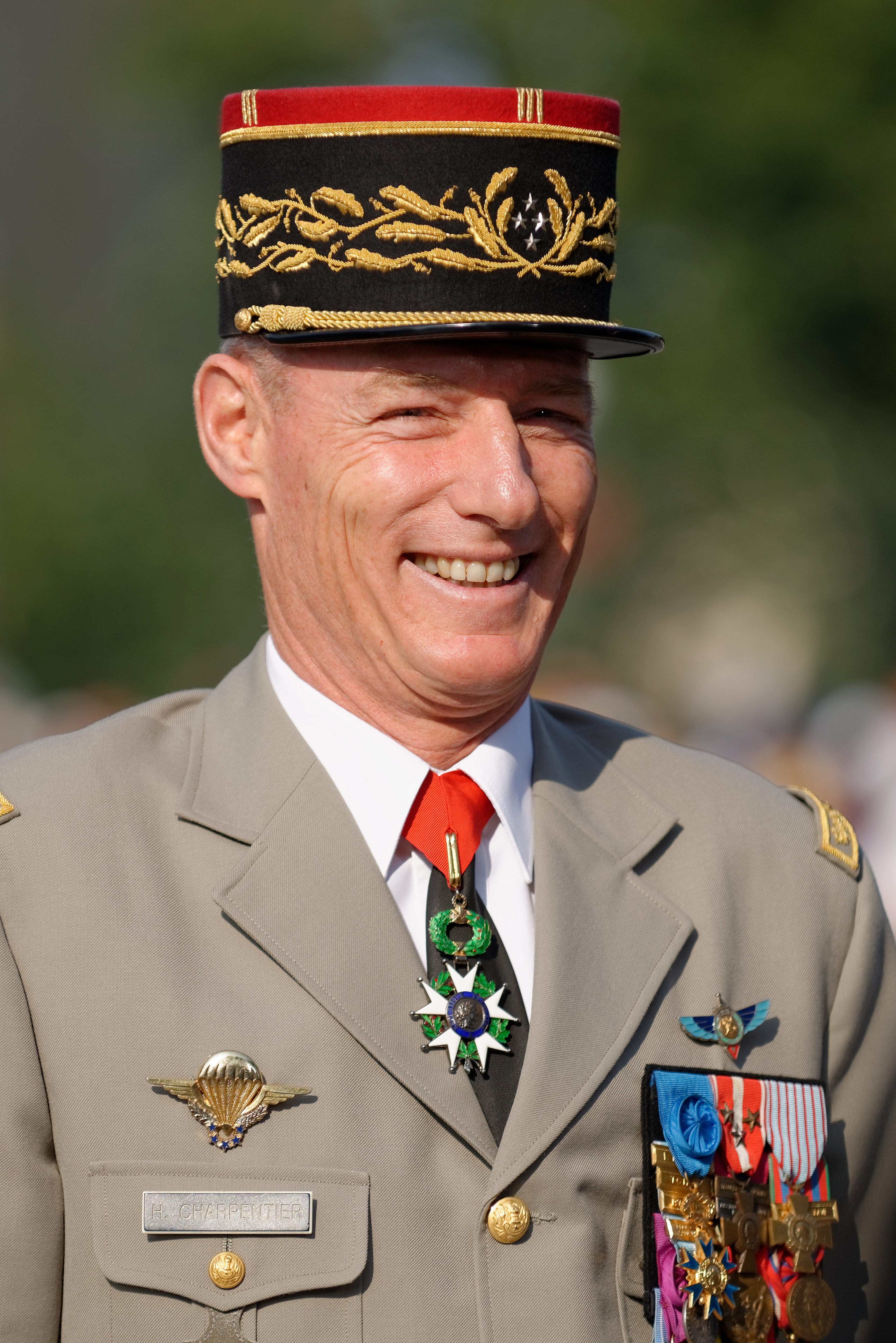
Generaal Hervé Charpentier met het kruis en drie sterren

Op 13 maart 2006 werd het aantal gronden om dit kruis uit te reiken verder uitgebreid met het militaire en civiele personeel dat buiten Frankrijk als lijfwacht, tijdens het bevrijden van gijzelaars in het buitenland, het verzamelen van inlichtingen buiten Frankrijk of tijdens inlichtingenwerk in het buitenland opvallende moed had getoond. Het kruis werd verder gelijkgesteld aan het Croix de Guerre door ook de regels voor het verlenen van palmen en sterren op het lint van het Croix de Guerre op het Kruis voor Militaire Heldhaftigheid te laten slaan. Een generaal of de Chef-staf van het leger mocht in het vervolg sterren op het lint toekennen, als voorheen teken van een of meer Eervolle Vermeldingen. Het is aan de Franse Minister van Defensie voorbehouden om een bronzen palm, het teken van vermelding in een Dagorder, toe te kennen.
Op 9 november 2011 werd ook de toekenning aan bondgenoten, militairen of burgers, die tijdens gezamenlijke operaties met Franse troepen door moed opvielen mogelijk gemaakt. 
Vóór 2006 werd het Kruis voor Militaire Heldhaftigheid alleen op voordracht van officieren van de landmacht toegekend. Alleen soldaten, onderofficieren en officieren van de landmacht, of leden van de andere krijgsmachtonderdelen die direct naast of met hen werkten, kwamen in aanmerking. Sinds 2006 kan het kruis ook door officieren van de marine, de luchtmacht en de gendarmerie worden aangevraagd. Het kruis kan sindsdien ook aan de militairen van deze onderdelen worden uitgereikt voor hun moed tijdens gevechtsmissies.
In 2010 waren 1281 toekenningen van het Kruis voor Militaire Heldhaftigheid opgetekend. Generaal Raoul Salan was een van hen. Het kruis werd ook een groot aantal militaire eenheden, aan fregatten voor de kust van Joegoeslavië of Somalië en  aan regimenten toegekend. Zij voeren het Kruis voor Militaire Heldhaftigheid als vaandeldecoratie.

## Het kruis
Het vierarmige bronzen kruis pattée heeft een diameter van 36 millimeter. In het centrale medaillon is een met een lauwerkrans gekroonde "Marianne", zinnebeeld van de Franse republiek afgebeeld. Op de ring staat "REPUBLIQUE FRANCAISE". 
Op de keerzijde staat "Croix de la Valeur militaire". Het kruis is op een stevig samengebonden lauwerkrans gelegd.
Men draagt het kruis aan een rood lint met brede centrale witte baan en twee smalle witte strepen langs de rand op de linkerborst.

## De sterren
Net als bij het tijdens de Eerste en Tweede Wereldoorlog uitgereikte Croix de Guerre zijn er vier sterren voorzien voor verdienste en moed die op verschillende commandoniveaus worden beloond.
- De bronzen ster of "Étoile en bronze". Eervolle vermelding op het niveau van een regiment ("Citation à l'ordre du régiment".
- De bronzen ster of "Étoile en bronze". Eervolle vermelding op het niveau van een brigade ("Citation à l'ordre de la brigade".
- De zilveren ster of "Étoile en argent". Eervolle vermelding op het niveau van een divisie  ("Citation à l'ordre de la division".

- De verguld zilveren ster of "Étoile en vermeil". Eervolle vermelding op het niveau van een campagne of ("Citation à l'ordre du théâtre".

Deze laatste ster werd op 13 maart 2006 gewijzigd in een "Citation à l'ordre du corps d'armée".

## De palmen
- De bronzen palm of "Palme en bronze" staat voor een vermelding in een Dagorder van de krijgsmacht ("Citation à l'ordre de l'armée"). Dit houdt in dat een soldaat of matroos vanwege zijn moed wordt voorgedragen voor het Legioen van Eer of de Médaille militaire.
- Zilveren palm of "Palme en argent". De zilveren palm wordt gedragen als teken van het verwerven van niet minder dan vijf dagorders.